# Guillermo Barbadillo
Guillermo Barbadillo (Callao, 9 gennaio 1925 – 20 ottobre 2000) è stato un calciatore peruviano.

## Biografia
Suo figlio Gerónimo ne seguì le orme, divenendo anch'egli calciatore.

## Carriera

### Club
Barbadillo iniziò la carriera nello Sport Boys, con cui vinse il campionato 1942. Rimase in forza al club di Callao sino al 1948, quando si trasferì in Colombia per giocare nel Deportivo Cali. Nella stagione 1949 sfiorò la vittoria del campionato, perdendo con la sua squadra lo spareggio contro i Millonarios.
Restò in Colombia due anni prima di tornare allo Sport Boys, con cui vinse il suo secondo campionato peruviano.
Nel 1954 passa all'Alianza Lima, società con cui conquista due campionati consecutivi. Nel 1961 torna allo Sport Boys, società in cui chiuse la carriera agonistica nel 1962.

### Nazionale
Dal 1947 al 1956 fece parte della Nazionale di calcio del Perù, ottenendo 25 presenze e marcando 3 reti. Partecipa con la nazionale andina al Campeonato Sudamericano de Football 1955 in Cile, ottenendo il terzo posto finale.

## Palmarès
- Campionato peruviano: 4

Sport Boys: 1942, 1951
Alianza Lima: 1954, 1955